# Defensoría Pública (Ecuador)
La Defensoría Pública en Ecuador es un órgano autónomo de la función judicial, que provee defensa legal gratuita a aquellas personas que no pueden contratar los servicios para su propia defensa legal. Según la Constitución de la República del Ecuador, no existe restricción frente a las materias o instancias donde se puede proveer este servicio y la institución debe tener acceso a los mismos recursos equivalentes a los de la Fiscalía General del Estado (Ecuador).

## Historia
La institución se adopta en Ecuador por primera vez en 2008, con la adopción de Constitución de Ecuador de 2008. Hasta la actualidad, la institución carece de una ley que la regule de manera directa y específica, por lo que a pesar de ser autónoma, depende de leyes generales para operar. En septiembre de 2019, la Defensoría Pública entregó a la Asamblea Nacional de Ecuador una propuesta de ley que regule directamente a la institución.

## Marco legal
La autoridad máxima de la institución es el Defensor Público General, cargo que solo puede ser ocupado por un ecuatoriano, con título de abogado, y que haya ejercido la profesión por al menos diez años con probidad notoria. El Defensor Público General es elegido para un periodo de seis años sin posibilidad a reelección, mediante un concurso de méritos y oposición organizado por el Consejo de Participación Ciudadana y Control Social.
Las competencias del Defensor Público General están definidas por el Código Orgánico de la Función Judicial:

Art. 288.- COMPETENCIAS DEL DEFENSOR PÚBLICO.- Compete al Defensor Público:
1. Representar legalmente, judicial y extrajudicialmente a la Defensoría Pública;
2. Determinar, dentro del marco de las políticas generales de la Función Judicial, las políticas institucionales y ponerlas en práctica por medio de las unidades administrativas correspondientes;
3. Expedir, mediante resolución, reglamentos internos, instructivos, circulares, manuales de organización y procedimientos y cuanto instrumento se requiera para funcionar eficientemente;
4. Dirigir la administración de los recursos financieros de la Defensoría Pública;
5. Autorizar el gasto de la Defensoría Pública, y asignar montos de gasto a las unidades administrativas correspondientes y a las directoras o directores regionales y provinciales, de acuerdo a lo que establece la Ley Orgánica del Sistema Nacional de Contratación Pública;
6. Expedir y mantener actualizado el Reglamento Orgánico Funcional respectivo;
7. Celebrar los contratos estrictamente necesarios para el funcionamiento institucional;
8. Celebrar convenios de cooperación con personas públicas o privadas, que permitan un mejor cumplimiento de las funciones asignadas por la Constitución y la ley;
9. Elaborar la propuesta presupuestaria y la programación presupuestaria cuatrianual respectiva, conforme las políticas generales de la Función Judicial, y ponerla en conocimiento del Consejo de la Judicatura para su incorporación al Presupuesto de la Función Judicial;

10. Preparar proyectos de ley o de reglamento en las materias relacionadas con el ejercicio de las funciones institucionales y presentarlas a la Asamblea Nacional o a quien ejerza la Presidencia de la República;
11. Preparar proyectos de estándares de calidad y eficiencia para los servicios institucionales prestados y ejecutarlos; de ser necesario podrá crear, modificar o suprimir oficinas defensoriales y determinar el número de defensores públicos, lo que será comunicado al Consejo de la Judicatura para que realice el proceso de selección y la designación de los funcionarios requeridos;
12. Presentar a la Asamblea Nacional y al Consejo de la Judicatura un informe anual de labores, que incluirá necesariamente una relación de las causas y procesos judiciales en los que hayan intervenido, clasificados por materias; la clase y número de solicitudes recibidas y las medidas adoptadas para su atención y trámite; y los datos estadísticos que permitan una visión clara de la gestión realizada;
13. Presentar denuncias y quejas ante la Corte Constitucional o el Consejo de la Judicatura, por falta de despacho o cualquier otro acto violatorio de la ley o de los reglamentos por parte de las personas a cargo de los procedimientos en los que intervengan institucionalmente.
Código Orgánico de la Función Judicial

## Lista de Defensores Públicos del Ecuador
| Defensor Público | Defensor Público             | Inicio               | Fin                  | Designante             | Período     | Ref.  |
| ---------------- | ---------------------------- | -------------------- | -------------------- | ---------------------- | ----------- | ----- |
|                  | Ernesto Pazmiño Granizo      | 8 de mayo de 2012    | 31 de agosto de 2018 | CPCCS Concurso Público | 2012 - 2018 | [ 5 ] |
|                  | Ángel Benigno Torres Machuca | 31 de agosto de 2018 | 1 de julio de 2024   | CPCCS Encargo          | Interino    | [ 6 ] |
|                  | Ricardo Morales Vela         | 1 de julio de 2024   |                      | CPCCS Concurso Público | 2024 - 2030 | [ 7 ] |